# Abraham (biskup Los Angeles)
Abraham (imię świeckie Ishak Bulus Azmi, ur. 11 października 1965 w Kairze) – duchowny Koptyjskiego Kościoła Ortodoksyjnego, od 2016 biskup pomocniczy Los Angeles.

## Życiorys
W 1988 został wyświęcony na diakona. Święcenia kapłańskie przyjął 31 maja 2001. Sakrę biskupią otrzymał 12 czerwca 2016.